# Římskokatolická farnost sv. Cyrila a Metoděje České Budějovice – Suché Vrbné
Římskokatolická farnost sv. Cyrila a Metoděje je územním společenstvím římských katolíků v rámci českobudějovického městského vikariátu českobudějovické diecéze.

## O farnosti

### Historie
Farnost vznikla v roce 1995 vyjmutím části území z farnosti Dobrá Voda u Českých Budějovic. Farním kostelem se stal kostel sv. Cyrila a Metoděje při původním klášteře Kongregace bratří těšitelů z Gethseman v Suchém Vrbném.
V prostorách bývalého kláštera těšitelů zřídil biskup Antonín Liška v roce 2000 kněžský domov, kde bylo pečováno o kněze, kteří sloužili v Českobudějovické diecézi, na sklonku jejich života nebo při vážném onemocnění. Šlo o diecézní i řeholní kněze, podle možností byli přijímáni i kněží, kteří působili v jiné diecézi. V roce 2017 biskup Vlastimil Kročil rozhodl o přestěhování kněžského domova do Veselí nad Lužnicí. V uvolněných prostorách v Suchém Vrbném byl pak zřízen kněžský seminář.

### Současnost
Farnost v Suchém Vrbném spravuje jako administrátor ex currendo JCLic. Stanislav Brožka
| Kostel                               | Místo                          | Bohoslužba   | Bohoslužba                      | Poznámka                                                 |
| ------------------------------------ | ------------------------------ | ------------ | ------------------------------- | -------------------------------------------------------- |
| Kostel sv. Cyrila a Metoděje         | České Budějovice - Suché Vrbné | neděle pátek | 9.30 17.00, v letním čase 18.00 | farní kostel                                             |
| Kaple sv. Gorazda Kaple byla zrušena | České Budějovice - Suché Vrbné |              |                                 | oratorium kněžského semináře (bývalého kněžského domova) |